# Most Igelsta
Most Igelsta (Igelstabron) - most kolejowy w Szwecji, w Södertälje, nad Kanałem Södertälje i Zatoką Igelsta. Długość mostu wynosi 2140 m, a maksymalna wysokość 48 m. Most został otwarty w 1995. Jest najdłuższym mostem wyłącznie kolejowym w Skandynawii.